# وفاة ومراسم تشييع إليزابيث الثانية
توفيت إليزابيث الثانية، ملكة المملكة المتحدة وأربع عشرة دولة من دول الكومنولث، صاحبة أطول فترة حكم بين ملوك بريطانيا وأطولهم عمرًا في 8 سبتمبر 2022 في قلعة بالمورال في إسكتلندا، عن عمر ناهز 96 عامًا. أعلن عن وفاتها في الساعة 18:30 بتوقيت جرينتش، وكان قد أعلن قبل ساعات من وفاتها، أن صحتها تدهورت بشدة وإن الأطباء قد وضعوها تحت إشراف طبي.
بوفاة الملكة إليزابيث الثانية، بدأت عملية جسر لندن، وهي خطة حكومية بريطانية كانت قد وضعت منذ ستينيات القرن العشرين وعدلت عبر السنوات، بغرض التعامل مع حدث وفاة الملكة، حيث تتضمن الخطة الإعلان عن وفاتها وفترة الحداد الرسمي وتفاصيل جنازتها الرسمية.

## الخلفية

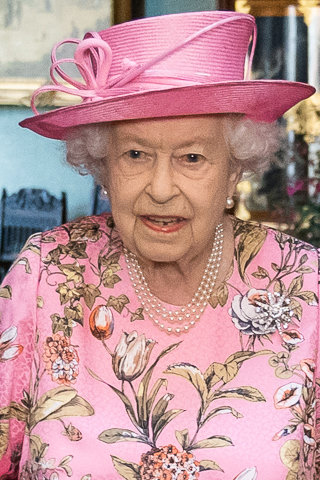
الملكة إليزابيث الثانية في يونيو 2021.

كانت صحة الملكة إليزابيث الثانية جيدة في معظم فترات حياتها حتى بعد أن أصبحت مسنة، إلا إن صحتها بدأت بالتدهور منذ وفاة زوجها الأمير فيليب في 9 أبريل 2021. أخذت الملكة في 12 أكتوبر 2021 باستخدام عصا المشي خلال المناسبات العامة، وأدخلت المستشفى لليلة واحدة في 20 أكتوبر. ولأسباب صحية، من بينها إصابتها بالتواء الظهر، ألغيت مشاركاتها وزياراتها المجدولة لكل من أيرلندا الشمالية، مؤتمر الأمم المتحدة للتغير المناخي 2021 في غلاسكو، والمراسم الوطنية ليوم الذكرى.
في 20 فبراير 2022، أثناء جائحة كورونا، أثبتت الاختبارات إصابة الملكة مع عدد من الأشخاص في قلعة وندسور بمرض فيروس كورونا. وُصفت أعراضها بأنها خفيفة وشبيهة بالبرد، ونُقل عن الملكة في وقت لاحق قولها: «إن المرض يجعل المرء يشعر بالتعب الشديد والإرهاق». كانت هناك مخاوف على صحة الملكة في ذلك الوقت؛ نظرًا للتأثيرات الصحية لمرض فيروس كورونا الذي سجل مضاعفات ومخاطر عالية بين كبار السن، ومع ذلك، أفيد لاحقًا أنها سرعان ما استعادت نشاطها وحيويتها لتعود لاستئناف مهامها الرسمية بحلول 1 مارس.
في 29 مارس 2022، حضرت الملكة مراسم شكر الأمير فيليب في دير وستمنستر، لكنها لم تتمكن من حضور الحفل السنوي ليوم الكومنولث الذي أقيم في ذلك الشهر، أو قداس خميس العهد في أبريل. وللمرة الأولى منذ 59 عامًا، فاتها الافتتاح الرسمي للبرلمان في مايو، وهي مناسبة تغيبت عنها لمرتين فقط طوال فترة حكمها، وذلك في عامي 1959 و1963 حين كانت حاملًا بالأمير أندرو دوق يورك، والأمير إدوارد إيرل وسكس على التوالي، ليحل محلها نجلها أمير ويلز وحفيدها الأمير ويليام دوق كامبريدج، حيث افتتحا البرلمان بصفتها مستشارين للدولة. حصل أمير ويلز، الوريث الظاهر، على المزيد من المسؤوليات الرسمية في أواخر حياة الملكة، ووقف نيابة عنها في الافتتاح الرسمي للبرلمان.
في يونيو، لم تحضر الملكة قداسًا في الكنيسة بمناسبة مرور سبعين سنة على اعتلائها العرش، وتحدثت مصادر رسمية عن «انزعاجها» بعد وقوفها خلال العرض العسكري للاحتفال بعيد ميلادها الرسمي في اليوم الأول للاحتفالات. خلال الاحتفالات، كانت مشاركة الملكة مقتصرة إلى حد كبير على الظهور في الشرفة، وغابت عن المراسم الوطنية عيد الشكر.
في 6 سبتمبر، قبل يومين من وفاتها، قبلت الملكة استقالة بوريس جونسون وعينت ليز تراس خلفًا له رئيسة للوزراء، حيث التقت بها في قلعة بالمورال حيث كانت الملكة في عطلة، وذلك في خروج عن التقاليد؛ إذ عادة ما تجرى مراسم تعيين رئيس الوزراء في قصر بكنغهام. كان من المقرر في 7 سبتمبر، أن تحضر الملكة اجتماعًا عبر الإنترنت للمجلس الخاص للمملكة المتحدة لإقامة مراسم أداء اليمين الدستورية للوزراء الجدد في حكومة تراس، ولكن أُعلن أن الاجتماع قد أجل بعد أن نصحها الأطباء بالراحة.

## الجدول الزمني

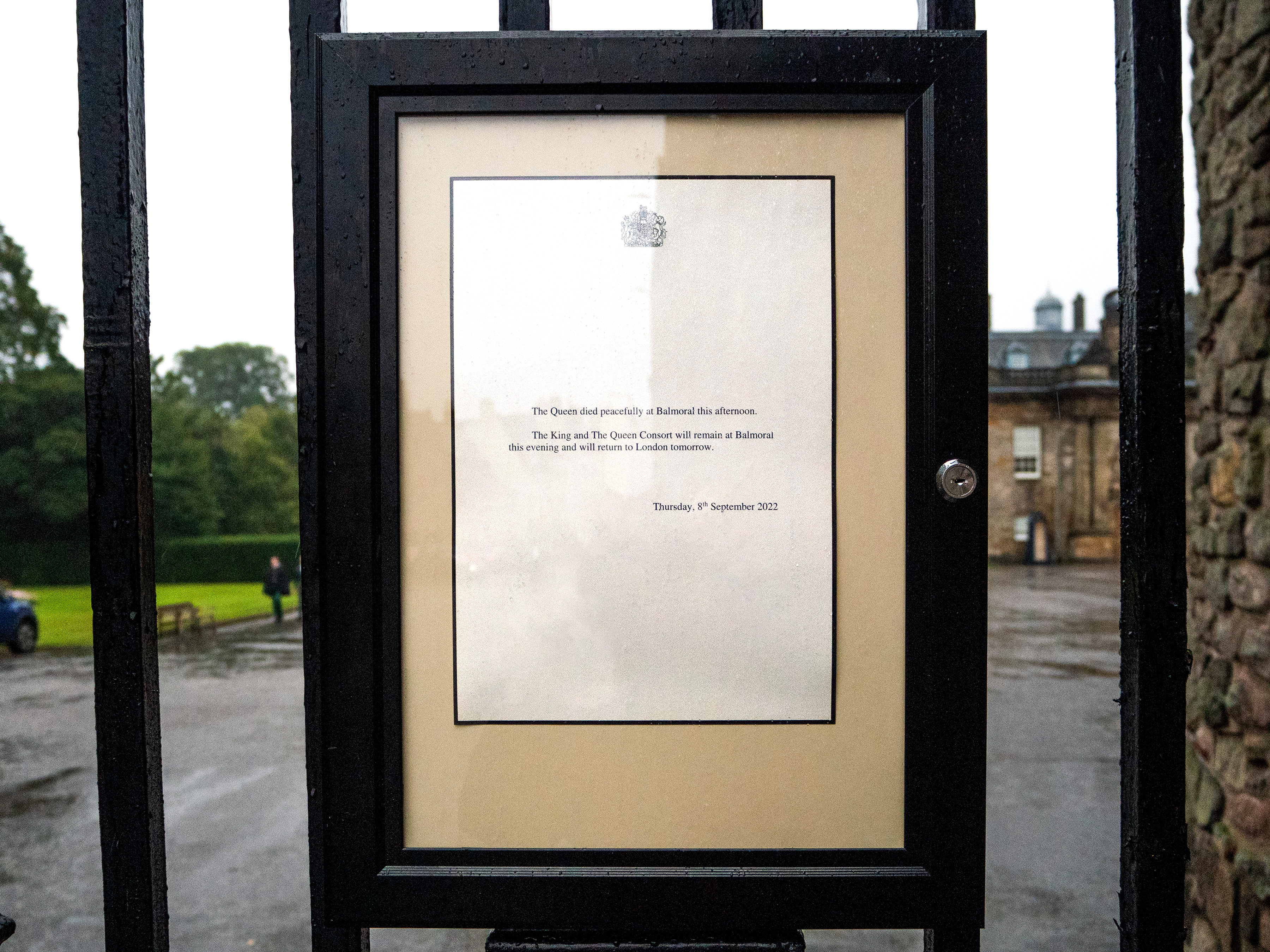
إشعار بوفاة الملكة إليزابيث الثانية، وضِع على البوابة الخارجية لقصر هوليرود المقر الرسمي للعائلة البريطانية المالكة في إدنبرة.

في 8 سبتمبر 2022، أعلن قصر بكنغهام في بيان نُشر عند الساعة 12:30 بتوقيت جرينتش، أن الملكة إليزابيث الثانية تخضع لإشراف طبي في قلعة بالمورال بعد أن أعرب أطباؤها عن قلقهم بشأن صحتها، ونص البيان: «يشعر أطباء الملكة بالقلق إزاء صحة صاحبة الجلالة بعد العديد من الفحوصات هذا الصباح، موصين ببقائها تحت إشراف طبي. لا تزال الملكة ترتاح في بالمورال». إثر ذلك الإعلان، سافر أولاد الملكة الأربعة مع عائلاتهم إلى القلعة، وكان معهم حفيداها الأمير ويليام والأمير هاري.
علقت شبكة هيئة الإذاعة البريطانية، عند الساعة 14:00، الجدول الزمني لبرامج قناتها الأولى وذلك حتى الساعة 18:00، حيث تفرغت كليًا لتغطية حالة الملكة، بينما اكتسى جميع صحفيي غرفة الأخبار ومذيعي الشبكة بملابس سود. بثت تقارير خاصة عن حالتها على قنوات المملكة المتحدة الرئيسة الأخرى، منها: آي تي في، القناة 4 والقناة 5. عند الساعة 15:00، وذلك قبل الإعلان الرسمي، غردت مراسلة بي بي سي يلدا حكيم معلنة وفاة الملكة إليزابيث الثانية، وهي تغريدة حذفتها في وقت لاحق.
عند الساعة 16:30، أبلغت رئيسة الوزراء البريطانية ليز تراس بوفاة الملكة.
في حوالي الساعة 17:00، وصل أفراد العائلة المالكة الذين سافروا على متن سلاح الجو الملكي البريطاني من قاعدة نورثولت الجوية إلى أبردين ومنها إلى قلعة بالمورال، وكان من بينهم الأمير ويليام، والأمير أندرو، والأمير إدوارد وزوجته صوفي كونتيسة وسكس.
بينما أعلن الحساب الرسمي للعائلة البريطانية المالكة على موقع تويتر عن وفاتها في تغريدة نشرت في الساعة 18:30 بتوقيت جرينتش، نصت على: «توفيت الملكة بسلام في بالمورال بعد ظهر هذا اليوم. سيبيت الملك والملكة المرافقة في بالمورال على أن يعودوا إلى لندن غدًا.»
جاء أول إعلان تلفزيوني بريطاني عن وفاة الملكة في الساعة 18:31، وتضمن الإعلان قراءة البيان المذكور أعلاه، حيث تلاه مذيع الأخبار هو إدواردز حرفيًا أثناء البث المباشر.

## خلافتها

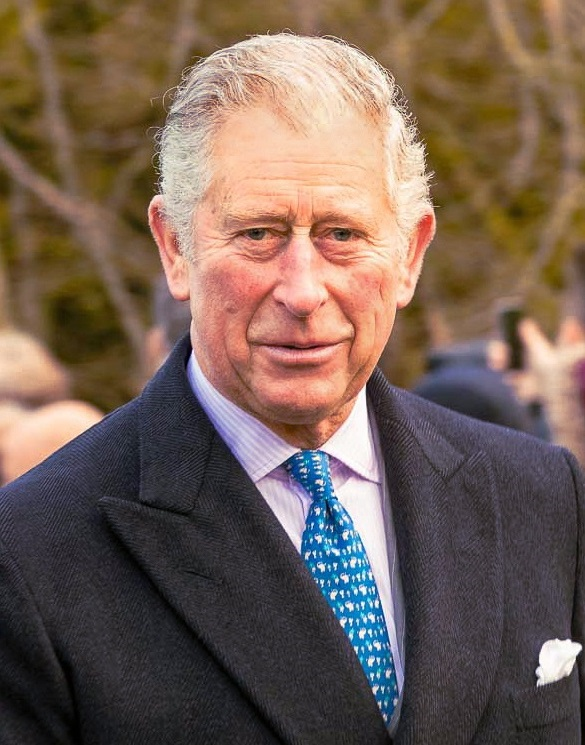
تشارلز الثالث، حين كان أميرًا لويلز في 2017.

عند وفاة الملكة، اعتلى نجلها الأكبر تشارلز، أمير ويلز، العرش مباشرة ملكًا للمملكة المتحدة وأربع عشرة مملكة أخرى من دول الكومنولث. أكدت رئيسة الوزراء تراس بشكل رسمي، خلال بيانها الرسمي المتلفز الذي قرأته خارج مقر الحكومة 10 داوننغ ستريت، اسم الملك الجديد، حيث أفادت: «يمر التاج اليوم - كما هو الحال منذ أكثر من ألف عام - لعاهلنا الجديد، ورأس الدولة الجديد: صاحب الجلالة الملك تشارلز الثالث».
في حين لم يُعلن حتى الآن عن موعد حفل تتويج الملك.
في بيان لقصر كلارنس نُشر بعد وقت قصير من خطاب رئيسة الوزراء، أكد أن الملك الجديد سيُعرف باسم تشارلز الثالث. أصدر قصر بكنغهام أول بيان رسمي للملك بصفته ملكًا في الساعة 19:04 بتوقيت جرينتش، وقد نص على:
وقد توج تشارلز الثالث في 10 سبتمبر ملكا للمملكة المتحدة ودول الكومنويلث خلفا لوالدته.

## التأبين والدفن
لم يُعلن حتى الآن عن تفاصيل الجنازة الرسمية؛ ومع ذلك، فمن المتوقع أن تدفن الملكة بعد 12 يومًا من وفاتها.

## ردود الفعل
وفقًا للبروتوكول الذي نفذ بعد وفاة الأميرة ديانا، نُكس علم الاتحاد في قصر بكنغهام إلى نصف السارية. ونظرًا لأن الملك الجديد كان بالفعل في قلعة بالمورال عندما أصبح ملكًا، فقد نُكس العلم الملكي للمملكة المتحدة بعد وفاة والدته ورفع مرة أخرى في القلعة مع اعتلائه العرش.
تجمع مئات الأشخاص خارج بوابات قصر بكنغهام في لندن منذ الساعة الأولى التي أعقبت الإخطار الطبي، وقبل الإعلان رسميًا عن وفاتها. استخدم كثر آخرون وسائل التواصل الاجتماعي لنشر التعازي والإشادة بالملكة والعائلة البريطانية المالكة.
وتكريمًا لها، نُكست الأعلام في مبنى البرلمان في أوتاوا، ومبنى الكونغرس في واشنطن العاصمة. بينما أصدر رئيس الولايات المتحدة جو بايدن والسيدة الأولى جيل بايدن بيانًا على تويتر بعد وفاة الملكة، كما فعل جميع الرؤساء الأمريكيين السابقين الأحياء. كما أمر الرئيس بايدن بتنكيس علم الولايات المتحدة إلى نصف السارية حتى غروب شمس يوم دفن الملكة.
أضاء الجناح الملكي في برايتون في إنجلترا في القصر الملكي والجنائزي باللون الأرجواني إحياءً لذكرى الملكة.